# 永田站 (埼玉縣)

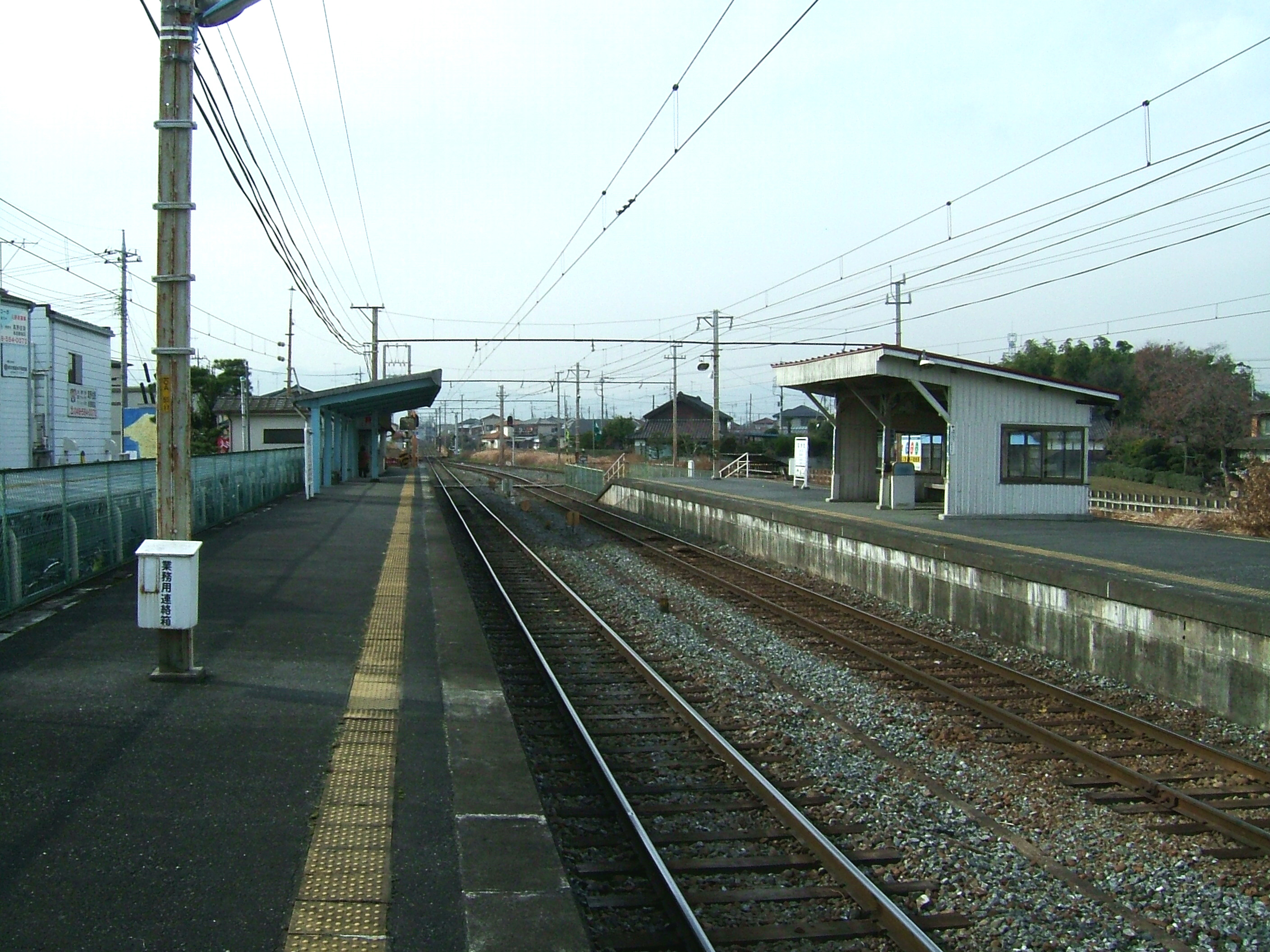
月台（2008年1月）

永田站（日语：／ Omaeda eki */?）是位於埼玉縣深谷市永田155番4號，秩父鐵道的秩父本線車站。

## 歷史

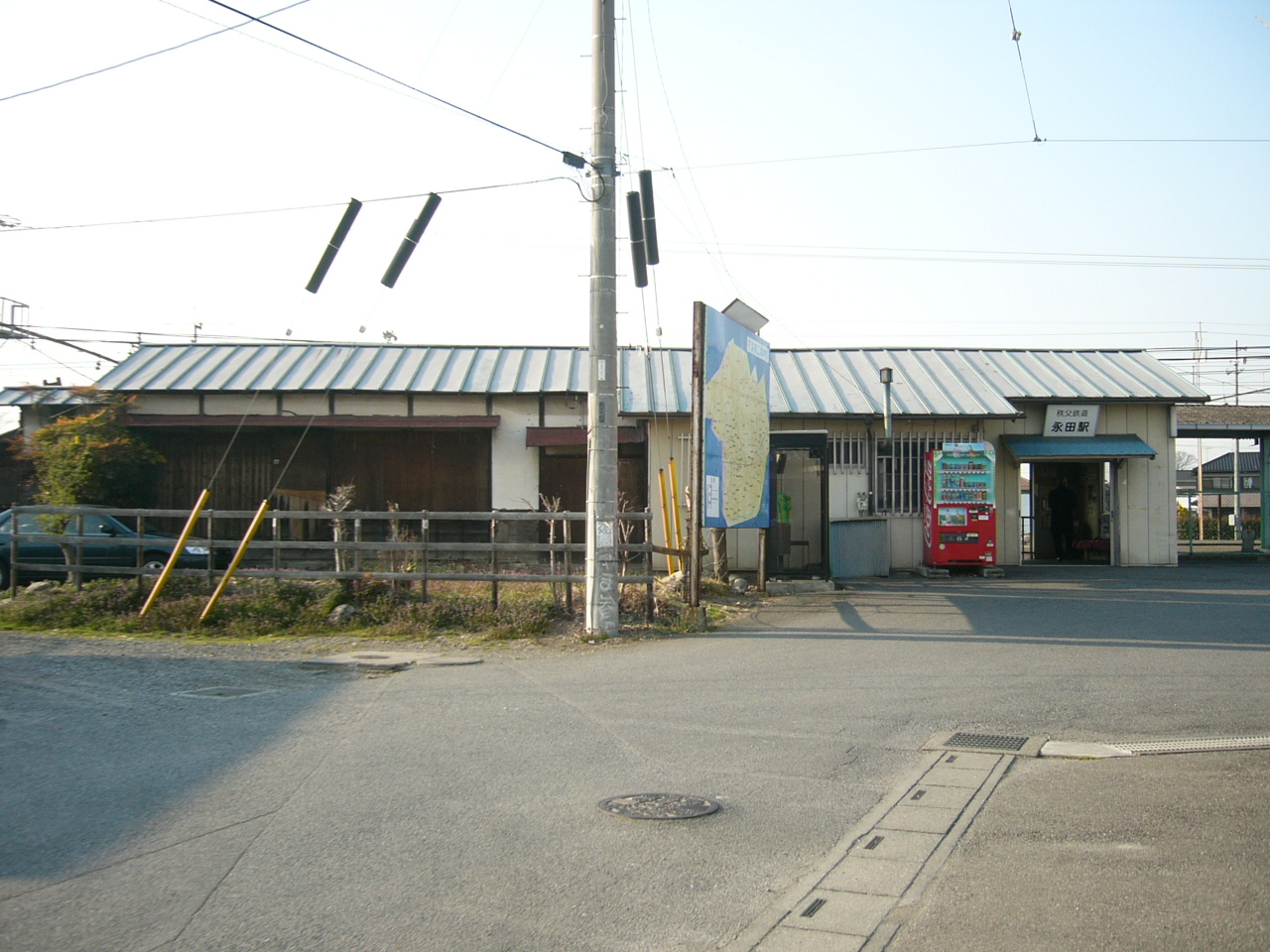
舊車站大樓（2006年3月）

- 1913年（大正2年）6月1日 - 車站啟用。

## 車站構造
此站是地面車站，設有1面1線的單式月台和1面2線的島式月台。此站是由熊谷站管理的業務委託車站。車站職員當值時間為平日7:00～20:00，星期六日7:00～19:00。

### 月台
| 月台 | 路線    | 方向                         |
| ---- | ------- | ---------------------------- |
| 1    | ■秩父線 | 寄居、長瀞、秩父、三峰口方向 |
| 2    | ■秩父線 | 熊谷、行田市、羽生方向       |

## 使用狀況
- 在2018年度1日平均乘車人次為243人[1]。

| 年度               | 1日平均 乘車人次 |
| ------------------ | ---------------- |
| 2009年（平成21年） | 346              |
| 2010年（平成22年） | 314              |
| 2011年（平成23年） | 304              |
| 2012年（平成24年） | 316              |
| 2013年（平成25年） | 321              |
| 2014年（平成26年） | 321              |
| 2015年（平成27年） | 312              |
| 2016年（平成28年） | 302              |
| 2017年（平成29年） | 261              |
| 2018年（平成30年） | 243              |

## 車站周邊
- 國道140號
- 荒川
  - 六堰（日语：六堰）、重忠橋

## 巴士路線
| 乘車處     | 系統 | 主要途經                           | 目的地       | 巴士公司 | 備註 |
| ---------- | ---- | ---------------------------------- | ------------ | -------- | ---- |
| 永田站入口 | 7    | 花園莊                             | 花園綜合分所 | Kururin  |      |
| 永田站入口 | 7    | 田中南、武川站、上野台小台、深谷站 | 市政廳       | Kururin  |      |

隨著深谷市社區巴士路線重組，上述路線在2015年（平成27年）度起變為預約制（花園需求）。

## 相鄰車站
秩父鐵道
秩父本線
SL「Paleo Express」、急行「秩父路」
通過
普通
武川－永田－深谷花園

## 注腳
1. ↑  秩父鉄道乗車状況（明戸駅・武川駅・永田駅・小前田駅） （页面存档备份，存于）（日語） - 深谷市統計
2. ↑   （页面存档备份，存于）（日語）

## 外部連結
- 車站情報 永田站（秩父鐵道） （页面存档备份，存于）（日語）